# Nederlandse Vereniging van Organisaties van Gepensioneerden
De Nederlandse Vereniging van Organisaties van Gepensioneerden (NVOG) is een landelijk werkende vereniging waarbij organisaties van gepensioneerden zijn aangesloten. NVOG werkt als koepelorganisatie. De organisatie is gevestigd in Utrecht. 
De NVOG komt op voor de collectieve belangen van gepensioneerden en hun nabestaanden. Bij de NVOG zijn 85 organisaties aangesloten met ruim 110.000 leden, zij komen op voor de belangen van ruim één miljoen gepensioneerden. De NVOG functioneert als gesprekspartner van de overheid en de politiek, de vereniging is opgericht omdat er geen organisatie was die opkwam voor de belangen van gepensioneerden. De NVOG werkt met andere ouderenorganisaties samen in de Centrale Samenwerkende Ouderenorganisaties(CSO). De ouderenorganisaties hebben gemeen dat ze opkomen voor de belangen van ouderen, maar iedere organisatie heeft een eigen focus. De NVOG richt zich op: pensioen, AOW en de medezeggenschap van gepensioneerden in pensioenfondsen. Het NVOG vindt dat gepensioneerden een stem moeten hebben in de pensioenfondsen bijvoorbeeld als lid van het bestuur of via een deelnemersraad. 